# Vanuatu
Vanuatu (AFI: /vanuˈatu/), il cui nome ufficiale è Repubblica di Vanuatu (in bislama: Ripablik blong Vanuatu, in francese République de Vanuatu, in inglese Republic of Vanuatu) è uno Stato insulare situato nell'Oceano Pacifico meridionale.
L'arcipelago, che ha origine vulcanica, si trova circa a 1750 km a est dell'Australia, 500 km a nord est della Nuova Caledonia, a ovest delle Figi e a sud delle Isole Salomone. Le isole che lo compongono furono denominate Nuove Ebridi durante il periodo coloniale.
Vanuatu è una repubblica parlamentare. L'attuale presidente è Nikenike Vurobaravu, in carica dal 23 luglio 2022; il primo ministro è Jotham Napat, in carica dall’11 febbraio 2025.
Le lingue ufficiali sono il bislama, l'inglese e il francese.

## Storia
Le prime tracce di presenza umana sulle isole risalgono al 4000 a.C. mentre quelle di insediamenti stabili risalgono al 1300 a.C. quando popolazioni melanesiane appartenenti alla cultura Lapita incominciarono a colonizzare le isole settentrionali muovendosi progressivamente verso ovest. I risultati di ricerche archeologiche risalenti al 1994 hanno stabilito infatti che i primi colonizzatori dell'arcipelago furono le popolazioni melanesiane appartenenti alla cultura Lapita; in seguito vi furono incursioni di popolazioni polinesiane, soprattutto nella parte meridionale dell'arcipelago. La tradizione orale, confermata da scavi archeologici effettuati sull'isola di Retoka, afferma che intorno al 1200 sull'arcipelago viveva una società composta da etnie diverse e molto stratificata, guidata dal sovrano Roy Mata (o Roymata), la cui morte fu celebrata con complessi riti funebri.
Nel 1606 l'esploratore portoghese Pedro Fernández de Quirós divenne il primo europeo a raggiungere le isole alle quali diede il nome di La Austrialia del Espiritu Santo, dove il nome Austrialia era in onore dell'Austria, paese d'origine del sovrano spagnolo; l'isola su cui sbarcò è tuttora chiamata Espiritu Santo. Gli europei vi si stabilirono nel tardo XVIII secolo; in seguito l'esploratore britannico James Cook visitò le isole nel corso del suo secondo viaggio in Oceania dando loro il nome di Nuove Ebridi. Nel 1906 la Francia e il Regno Unito concordarono un controllo internazionale operato da entrambi per le Nuove Ebridi, nome con cui erano allora conosciute le isole. Il regime giuridico veniva definito condominio.
Nel 1960 la popolazione di Vanuatu cominciò a esercitare delle pressioni per ottenere prima l'auto-governo e poi l'indipendenza; la piena sovranità fu infine garantita da entrambi i paesi europei il 30 luglio 1980, giorno in cui Vanuatu entrò a far parte del Commonwealth delle nazioni. Nel 1981 entrò a far parte delle Nazioni Unite, e nel 1983 del Movimento dei paesi non allineati. Durante il 1990, Vanuatu attraversò una fase di instabilità politica, che portò a una maggiore decentralizzazione governativa. La Vanuatu Mobile Force, un gruppo paramilitare, tentò un colpo di Stato nel 1996, anno in cui il governo di Maxime Carlot Korman fu accusato di corruzione. Dal 1997 vi sono state numerose elezioni, le più recenti delle quali nel 2025.

## Geografia
Vanuatu è un arcipelago situato nell'Oceano Pacifico, precisamente sul limite orientale del Mar dei Coralli; a est di esso si trovano le isole Figi, a sud la Nuova Caledonia e a nord-ovest le isole Salomone. L'arcipelago, che da nord a sud si estende per circa 800 km con una superficie complessiva di 12200 km², ha vagamente la forma di una Y ed è composto da 83 isole relativamente piccole, 65 delle quali sono abitate.
Di tutte le 83 isole, solo 14 hanno una superficie superiore ai 100 km².
Due delle isole - Matthew e Hunter - sono rivendicate anche dal dipartimento francese d'oltremare della Nuova Caledonia. Le due isole principali sono Espiritu Santo (3 956 km²) e Malakula (2 041 km²), seguono: Éfaté (900 km²), Erromango (888 km²), Ambrym (678 km²), Tanna (555 km²), Isola di Pentecoste (491 km²), Épi (445 km²), Ambae o Aoba (402 km²), Vanua Lava (334 km²), Santa Maria (328 km²), Maéwo (304 km²), Malo (180 km²) e Anatom o Aneityum (159 km²). Le città principali sono Port Vila, situata sull'isola di Éfaté, e Luganville sull'isola di Espiritu Santo.

### Morfologia

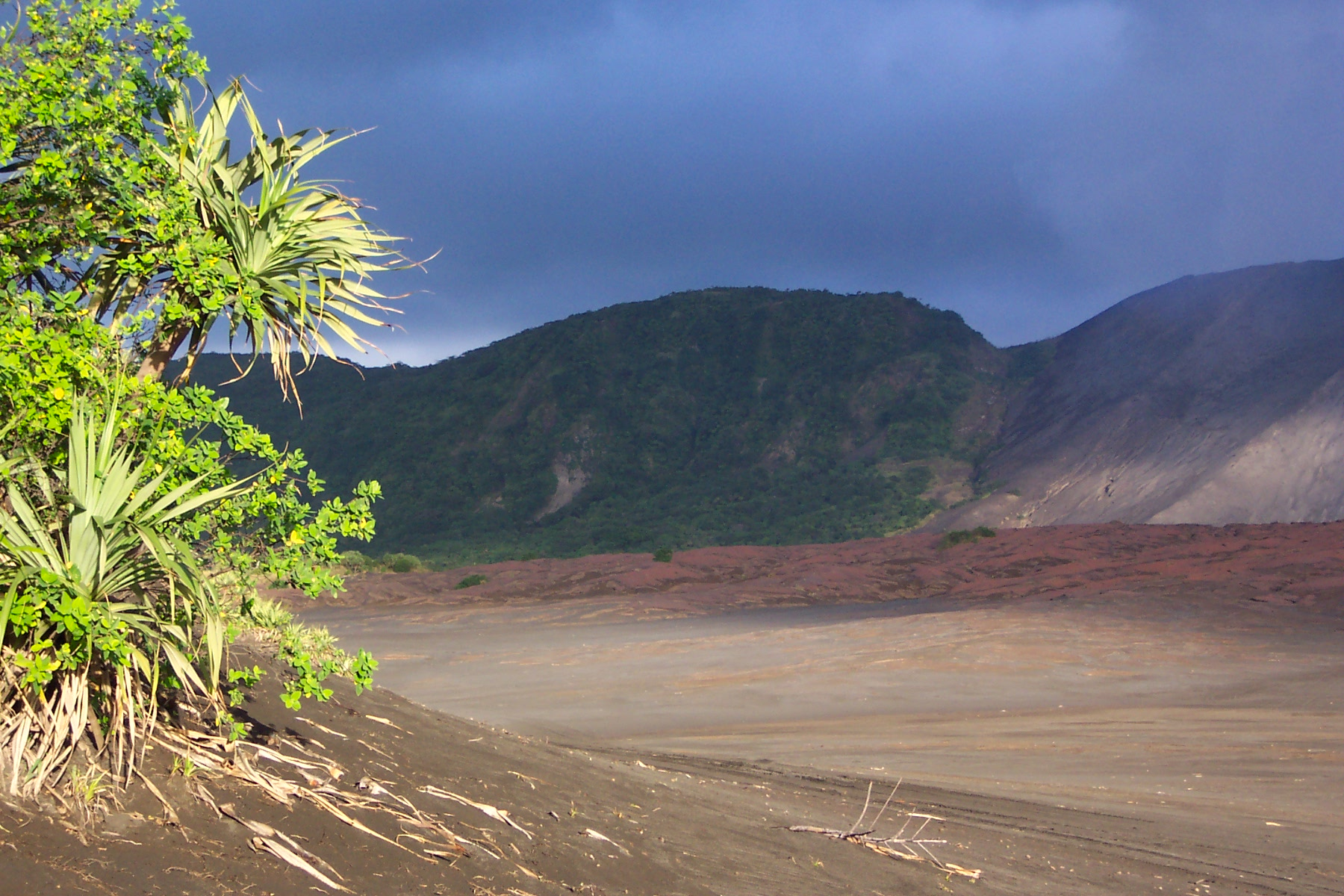
La spianata di cenere vulcanica del Mount Yasur nell'isola di Tanna

Molte delle isole sono montuose e di origine vulcanica. Sull'isola di Tanna si trova il vulcano Mount Yasur e sull'isola di Ambae quello di Lombenben, che nel 1995 ha dato segni di attività. Il monte più alto della nazione è invece il Tabwemasana (1 879 m), sull'isola di Espiritu Santo. Le isole sono frequentemente scosse da terremoti. Gli ultimi terremoti rilevanti sono avvenuti nel 1999 e nel 2002; quest'ultimo ha provocato danni consistenti nella capitale Port Vila; entrambi i terremoti hanno dato origine a degli tsunami. Una nuova forte scossa di terremoto di magnitudo 6 è stata rilevata dai sismografi al largo delle coste di Vanuatu il 29 gennaio 2010, senza tuttavia provocare nessuno tsunami. Nel luglio del 2018 l'intera popolazione dell'isola di Ambae, circa 11 000 abitanti, è stata evacuata per l'eruzione del vulcano centrale dell'isola che ha coperto tutta la superficie con 30 centimetri di cenere.
Vanuatu è riconosciuta come una ecoregione terrestre a sé, chiamata "Foreste pluviali di Vanuatu". Vanuatu fa parte dell'ecozona Australasia, che comprende anche la vicina Nuova Caledonia e le Isole Salomone, così come l'Australia, la Nuova Guinea e la Nuova Zelanda. La percentuale di acque interne è trascurabile.

### Sismicità
L'arcipelago è situato in corrispondenza della Placca delle Nuove Ebridi, ed è soggetto a frequenti fenomeni sismici che talvolta provocano anche degli tsunami.
Il 21 ottobre 2012 un terremoto di magnitudo 6,6 colpisce l'isola.
Il 9 maggio 2017 un terremoto di magnitudo 6,8 colpisce l'isola e il Giappone.
Il 13 luglio 2018 un terremoto di magnitudo 6,4 colpisce l'arcipelago con epicentro vicino all'isola di Tafea.
Il 15 gennaio 2019 un terremoto di magnitudo 6,7 colpisce l'isola con epicentro in mare.
Il 17 dicembre 2024 un terremoto di magnitudo 7,3 colpisce l'isola.

### Clima
Il clima è fra il tropicale e l'equatoriale. Tuttavia, fra i territori montuosi e quelli pianeggianti delle isole, vi sono chiare differenze di clima a seconda dell'altitudine e dell'influenza degli alisei. A bassa quota, sul versante sud-est, le isole, sopravento, hanno un clima tipicamente equatoriale (piovosità annua variabile tra i 2 500 e i 4 000 mm); a nord-ovest, sottovento, sono caratterizzate da un clima tropicale con due stagioni dell'anno (piovosità annuale normalmente inferiore a 2 000 mm). Al di sopra di un'altitudine di circa 500-600 m a sud e di 200-300 m a nord, il clima dell'arcipelago è molto umido, con frequenti nebbie e precipitazioni superiori ai 5000 mm/anno.
Da maggio a ottobre (mesi invernali), nelle Nuove Ebridi soffiano a sud-est molte brezze; come conseguenza, si hanno giornate di sole e notti fresche. Da novembre ad aprile l'aria è molto umida a causa delle piogge frequenti e intense. In questo periodo dell'anno le temperature sono alte e i cicloni sono frequenti. La temperatura media durante la stagione delle piogge nelle isole settentrionali è di 30 °C, nella stagione secca circa 20 °C; nelle isole meridionali la temperatura media annua varia tra i 17 °C e i 29 °C. L'umidità durante la stagione delle piogge può raggiungere il 90%; durante la stagione secca l'umidità si attesta invece attorno al 70-74%.
La stagione delle piogge in tutte le isole di Vanuatu dura da gennaio a marzo. Il mese più piovoso dell'anno è febbraio, con venti giorni di pioggia; i mesi più asciutti sono agosto e settembre. Le precipitazioni medie annue nel nord-est delle isole sono di circa 4000 mm, a sud di 2360 mm. I cicloni sulle isole, che si verificano come detto durante i mesi caldi, si concentrano in dicembre e marzo, e si originano sul Mar dei Coralli, che si trova a nord-ovest di Vanuatu.

## Popolazione
La popolazione al censimento del 2016 ammonta a 272 459 unità. Gran parte della popolazione vive in zone rurali o in piccoli villaggi e solo Port Vila, Luganville e Saint Gennaré superano i 10 000 abitanti.

### Demografia

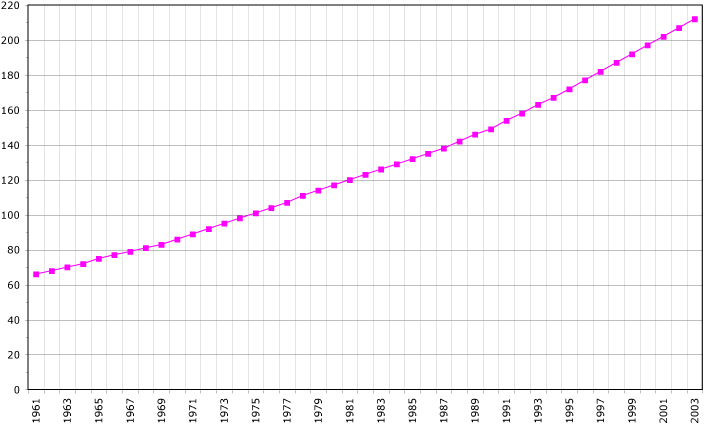
Sviluppo della popolazione di Vanuatu (dati FAO, anno 2005); numero di abitanti in migliaia

Lo sviluppo della popolazione mostra un andamento crescente e continuo, come evidenziato dalla tabella a fianco.

### Etnie
Gli abitanti di Vanuatu, che si definiscono Ni-Vanuatu, sono per lo più di origine melanesiana (98,5%), con solo una piccola percentuale di origine mista europea, asiatica e di altre isole del Pacifico. Alcune delle isole più esterne hanno abitanti di origine polinesiana. Secondo i dati del censimento del 1999, il 98,2% della popolazione è Ni-Vanuatu, ovvero indigeno dell'arcipelago. Una discreta percentuale di popolazione vive nelle aree urbane di Port Vila e delle altre città principali dell'arcipelago; la popolazione rimanente vive in aree rurali.

### Religione
Secondo una statistica del 2005, l'appartenenza religiosa è così suddivisa:
- Cristiani: 93,20%
- Religioni etniche: 4,40%
- Bahai: 1,20%
- Buddhisti: 0,30%
- Musulmani: 0,20%
- Non religiosi: 0,30%
- Altri/non specificato: 0,30%

### Lingue
Ci sono tre lingue ufficiali: inglese, francese e bislama (una lingua creola che si è evoluta a partire dall'inglese), che è la lingua nazionale. Nell'arcipelago si parlano inoltre 113 lingue indigene; uno di questi è la lingua araki, parlata solo da 8 persone. La densità delle lingue pro capite è la più alta di ogni nazione nel mondo (una media di solo 2 400 persone per lingua); solo Papua Nuova Guinea presenta una densità linguistica paragonabile a quella di Vanuatu. Tutti i dialetti appartengono al ramo oceanico delle lingue austronesiane.

## Ordinamento dello Stato

### Suddivisione amministrativa

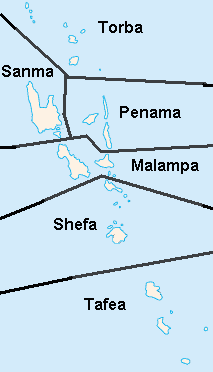
Province di Vanuatu

Nel 1994 l'arcipelago è stato suddiviso in sei province, i cui nomi sono formati dalle lettere iniziali delle isole che le costituiscono:
- Malampa (composta dalle isole di Malakula, Ambrym, Paama)
- Penama (Isola di Pentecoste, Ambae, Maewo)
- Sanma ((Espiritu) Santo, Malo)
- Shefa (Isole Shepherd, Éfaté)
- Tafea (Tanna, Aniwa, Futuna, Erromango, Aneityum)
- Torba (Isole Torres, Isole Banks)

Le province dispongono di un consiglio provinciale che si occupa, tra l'altro, della politica fiscale locale e della regolamentazione di materie locali come il turismo, il bilancio provinciale e la fornitura di alcuni servizi essenziali. A loro volta le province sono suddivise in comuni (costituiti da una sola isola), guidati da un consiglio e da un sindaco eletto tra i membri del consiglio.

### Rivendicazioni territoriali
Le piccole isole disabitate di Matthew e Hunter sono contese da Vanuatu e dalla Francia/Nuova Caledonia.
Ogni anno, in occasione dei festeggiamenti dell'indipendenza, vi viene issata la bandiera di Vanuatu e ogni anno il Governo francese esprime una protesta formale per quest'azione.
Le schermaglie durano dal 1980, anno dell'indipendenza di  Vanuatu, ma non vi sono mai state operazioni militari per il possesso di queste 2 isole.

### Città principali
I centri abitati principali sono la capitale Port Vila che al censimento del 1999 aveva una popolazione di 29 356 abitanti, Luganville con 10 738 abitanti e Saint Gennaré con 10 524 abitanti, sull'isola di Malakula.

### Costituzione
La Costituzione di Vanuatu risale al 30 luglio 1980.

### Inno nazionale
L'inno nazionale di Vanuatu è Yumi, Yumi, Yumi (dal bislama Noi, Noi, Noi), adottato nel 1980.

### Istituzioni

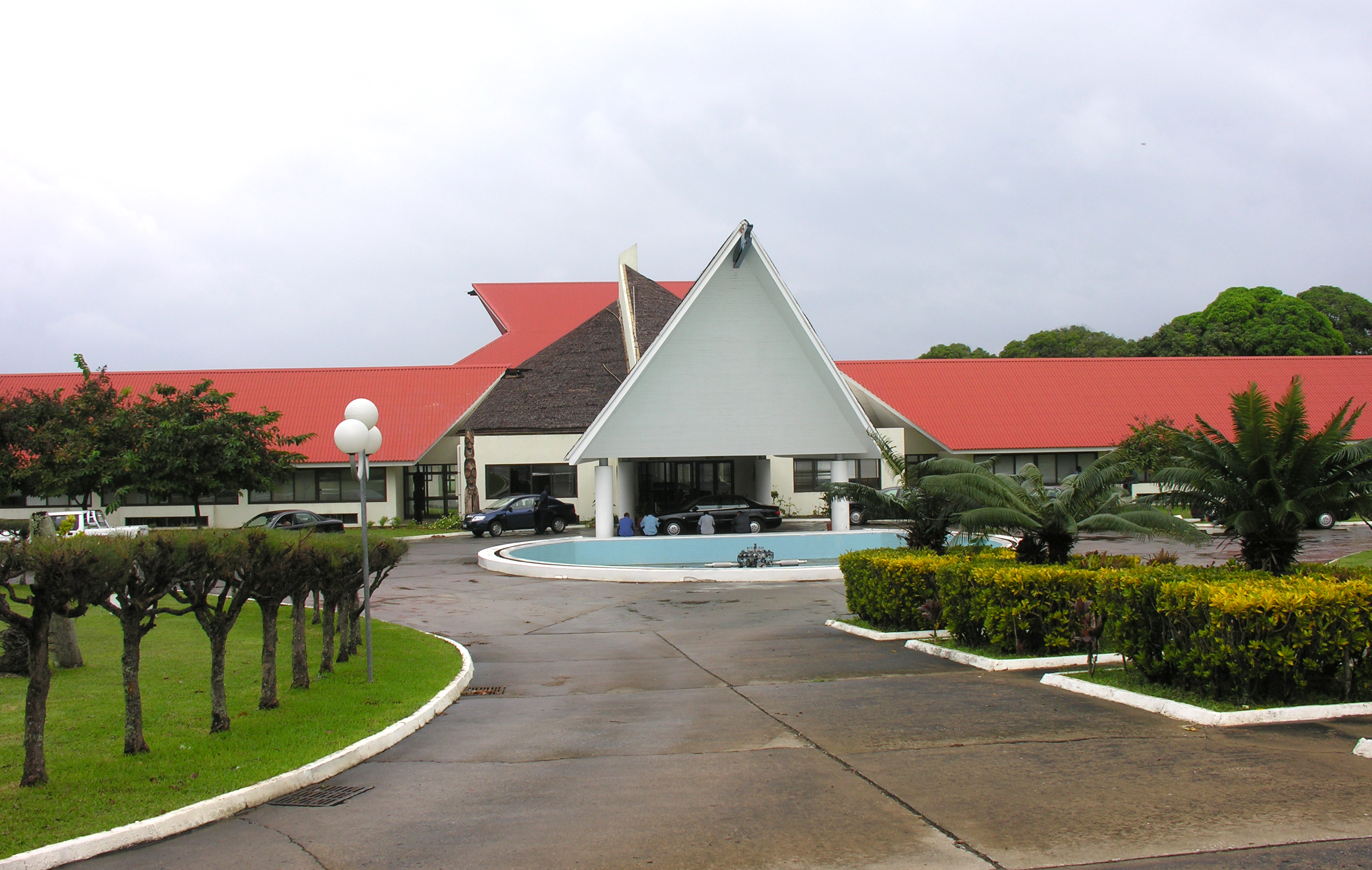
Il Parlamento di Vanuatu

Il Parlamento di Vanuatu è unicamerale e ha 52 membri, eletti ogni quattro anni tramite voto popolare. Il leader del principale partito nel Parlamento è eletto di solito come Primo ministro di Vanuatu (e dunque capo di governo). Il capo di Stato, il Presidente di Vanuatu, è scelto ogni cinque anni dal parlamento e dai presidenti dei sei governi di provincia. Un'altra istituzione prevista dalla Costituzione è quella del “Consiglio Nazionale dei Capi” (localmente chiamato Malvatu Mauri), composto da membri eletti dai capi distrettuali e che ha funzioni consultive su tutto ciò che riguarda le abitudini e tradizioni dell'arcipelago.

#### Ordinamento scolastico e università
La percentuale di analfabetismo fra gli adulti era pari al 26% nel 2005, la più alta del continente dopo Papua Nuova Guinea. Vista la popolazione esigua è insolito che questo indice statistico sia così alto; va però notato che è stato fatto molto per ridurlo, basti pensare che pochi anni prima equivaleva al 36%, dieci punti in più. I progressi in questo campo hanno permesso un notevole incremento dell'Indice di Sviluppo Umano. 
A Port Vila e in altri tre centri, vi sono Campus universitari dell'Università del Pacifico del Sud. Nel campus di Port Vila, noto come Emalus Campus, ha sede la facoltà di Giurisprudenza. L'Università Nazionale di Vanuatu è stata istituita dal Parlamento il 17 dicembre 2019.

#### Sistema sanitario
La situazione sanitaria permette una durata della vita discreta: 67 anni in media, 65 per gli uomini e 69 per le donne. I dati sulla mortalità infantile sono drammatici, recentemente stimati al 4,7%; l'indice di mortalità è invece contenuto, al 6,2%. L'incremento demografico è elevato, dunque è difficile far fronte alle esigenze sanitarie di tutti.

## Economia

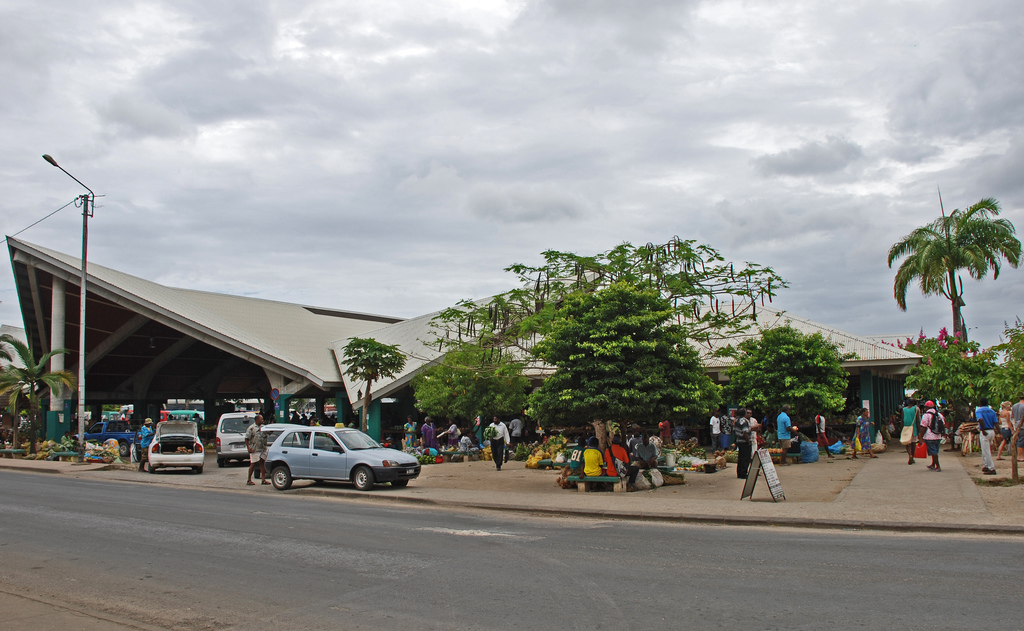
Mercato a Port Vila

L'80% circa della popolazione si occupa di agricoltura di sussistenza o su piccola scala, principalmente coltivazione di noci di cocco o di altri prodotti per l'esportazione. Il prodotto principale è la copra (che costituisce il 35% delle esportazioni del piccolo Stato) seguita da legname, bovini e cacao. Più recentemente è cresciuta l'esportazione di estratti della radice di kava. In aggiunta a ciò il governo ha mantenuto lo status (già esistente al momento dell'indipendenza) di paradiso fiscale e centro finanziario off-shore. Sono circa 2 000 le istituzioni registrate che offrono una vasta gamma di servizi finanziari, legali o assicurativi off-shore. Nel 2002 in seguito a pressioni internazionali riguardanti il riciclaggio di denaro vi è stato un aumento dei controlli sul settore finanziario.
Comunque, per la bassa imposizione fiscale attuata e, in particolare, per l'assenza di norme e misure restrittive di controllo sul versante delle transazioni finanziarie, Vanuatu è annoverata tra i cosiddetti "paradisi fiscali". Infatti (unitamente alle Filippine, Isole Cook, Liberia, Isole Marshall, Montserrat, Nauru, Niue, Panamá, Belize, Brunei, Costa Rica, Guatemala e Uruguay) sono le 14 giurisdizioni che, in base all'ultimo Rapporto del giugno 2010 dell'Organizzazione con sede a Parigi, ancora figurano nella cosiddetta lista grigia dell'Ocse sotto la voce tax haven e centri finanziari. Anche il sistema fiscale italiano, col decreto ministeriale 04/05/1999, l'ha inserita tra gli Stati o Territori aventi un regime fiscale privilegiato, nella Black List (o lista nera), ponendo quindi limitazioni fiscali ai rapporti economico commerciali che si intrattengono tra le aziende italiane ed i soggetti ubicati in tale territorio.
Il 75% delle esportazioni di prodotti agricoli riguardano l'olio di cocco, la kava, la copra e i bovini; l'agricoltura contribuisce per oltre il 20% del PIL (dato del 2006). Vanuatu rivendica una zona economica esclusiva di 735893 km², ciò nonostante solo pochi ni-vanuatu si dedicano alla pesca per la quale vengono rilasciate concessioni a flotte straniere. La crescita economica nel 2006 è stata pari al 3,4% quasi interamente determinata dal settore dei servizi, in particolare dal turismo. Altri settori rilevanti sono quello edile (15,7%), il commercio all'ingrosso e al dettaglio (12,4%), e il mercato immobiliare (11,2%). Si è registrato un miglioramento nei risultati dell'agricoltura in seguito a una diminuzione dei prezzi locali della copra. Un accordo chiamato Recognized Seasonal Employer (RSE) permette a lavoratori poco qualificati ni-vanuatu di lavorare stagionalmente in Nuova Zelanda; a partire dal giugno 2007 si attendono da questo programma entrate per circa 20 milioni di vatu, la moneta locale.

## Ambiente

### Flora
Circa il 75% del paese è coperto da vegetazione che comprende foreste pluviali e praterie nelle aree meno piovose. Le foreste vengono colpite regolarmente dai cicloni, che però contribuiscono a rinnovarle. L'industria del legname e l'agricoltura di sussistenza hanno causato disboscamento in alcuni tratti, ma gran parte del paese resta un paradiso botanico. Il baniano regna incontrastato in quasi tutte le foreste: si tratta di un imponente fico la cui chioma può raggiungere una larghezza di oltre 70 m. A Erromango si trovano foreste di maestosi kauri, mentre molti altopiani sono ammantati da magnifica foresta pluviale temperata caratterizzata da muschi cadenti. A Vanuatu crescono circa 20 specie di palme, di cui 14 endemiche. Le orchidee ornano gli alberi di molte zone; se ne contano 158 specie. Meno gradevoli sono le erbe infestanti introdotte, come la lantana e la diffusa micania.

### Fauna
Gatti, cani, bovini, cavalli, maiali e capre sono tutte specie che sono state introdotte a Vanuatu e in seguito sono tornate allo stato selvatico. I ratti sono il flagello dei villaggi e, in particolare, provocano gravi danni all'industria della copra. I mammiferi terrestri endemici si riducono a quattro specie di grandi pipistrelli frugivori e otto specie di pipistrelli insettivori. Molto ricca è invece la fauna marina, che comprende oltre 300 specie di coralli e oltre 450 specie di pesci di barriera. Il mammifero più grande del paese è il dugongo, l'unico mammifero marino erbivoro del mondo. Delle 121 specie avicole di Vanuatu, 55 (comprese tutte e sette le specie endemiche del paese) sono presenti a Espiritu Santo, che vanta quindi la maggiore varietà. Una specie particolarmente interessante sono i megapodi di Layard (namalao in bislama), che nell'aspetto ricordano il tacchino e usano costruire nidi costituiti da cumuli di caldo terriccio vulcanico per l'incubazione delle uova. Ci sono 19 specie native di lucertole, piccoli scinchi e gechi, e un unico serpente terrestre, l'innocuo boa del Pacifico, che raggiunge i 2,5 m di lunghezza. Le due specie di serpenti marini, il serpente marino dal ventre giallo e il laticauda boccagialla sono invece estremamente velenosi, ma a causa delle ridotte dimensioni delle fauci e dei denti non rappresentano un rischio per le persone. I coccodrilli marini presenti a Vanua Lava sono probabilmente giunti dalle Isole Salomone dopo aver perso l'orientamento nel corso di cicloni.

## Cultura

### Arte
L'arte di questo arcipelago è considerata tra le più interessanti dell'intera Oceania, data la sua colorata espressività. La scultura è caratterizzata da una certa stilizzazione delle statue, per le quali il materiale utilizzato è generalmente il legno; altra forma di scultura è costituita dalle maschere. Originale in molti suoi aspetti, dell'arte di Vanuatu si nota la singolarità delle figure gonfiate con erba e ricoperte con argilla dipinta, che ne costituiscono la forma più caratteristica. Gli oggetti usati per i riti tradizionali si notano per la particolare cura.

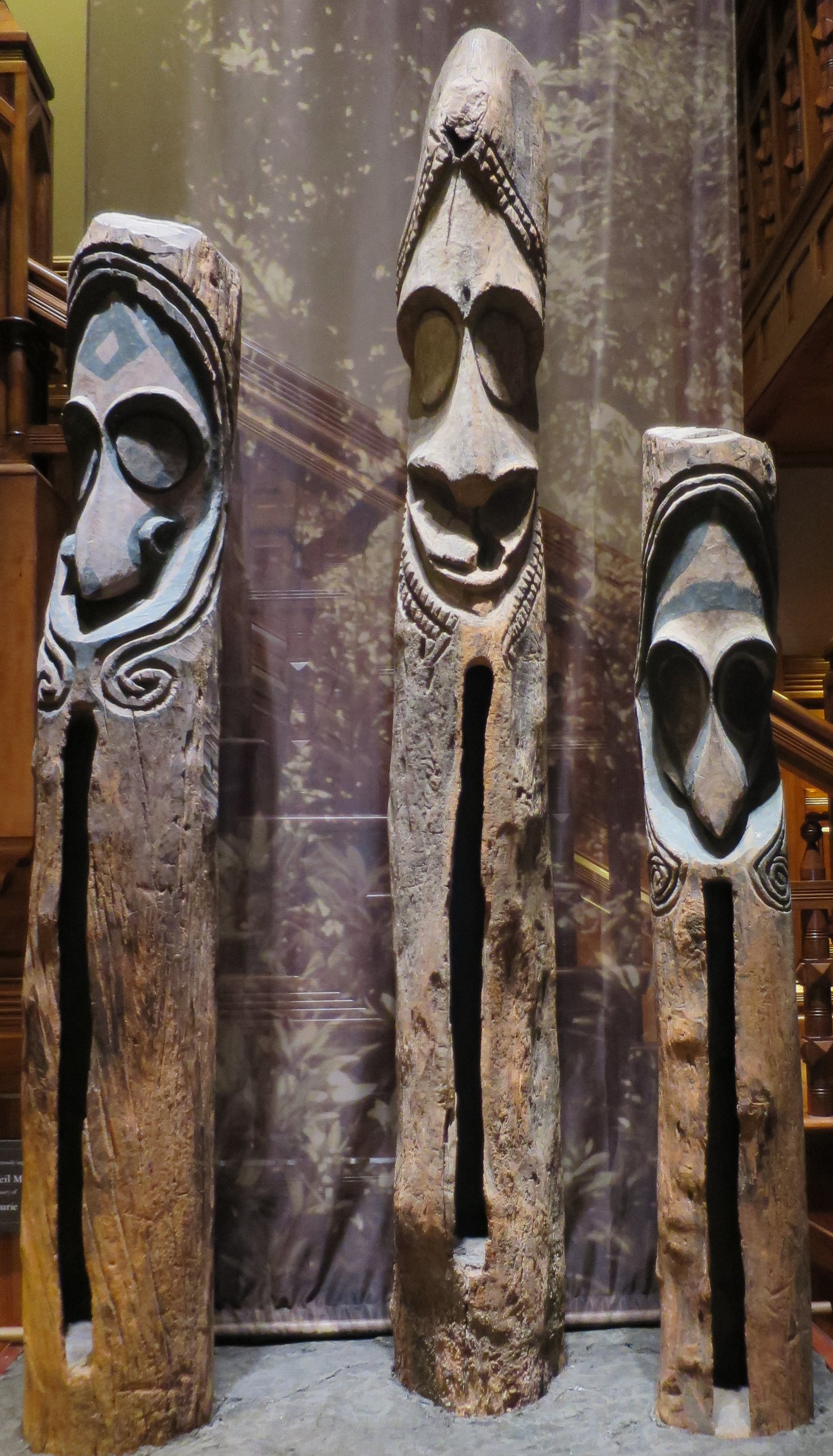
Tamburi in legno intagliato, al Bernice P. Bishop Museum di Vanuatu
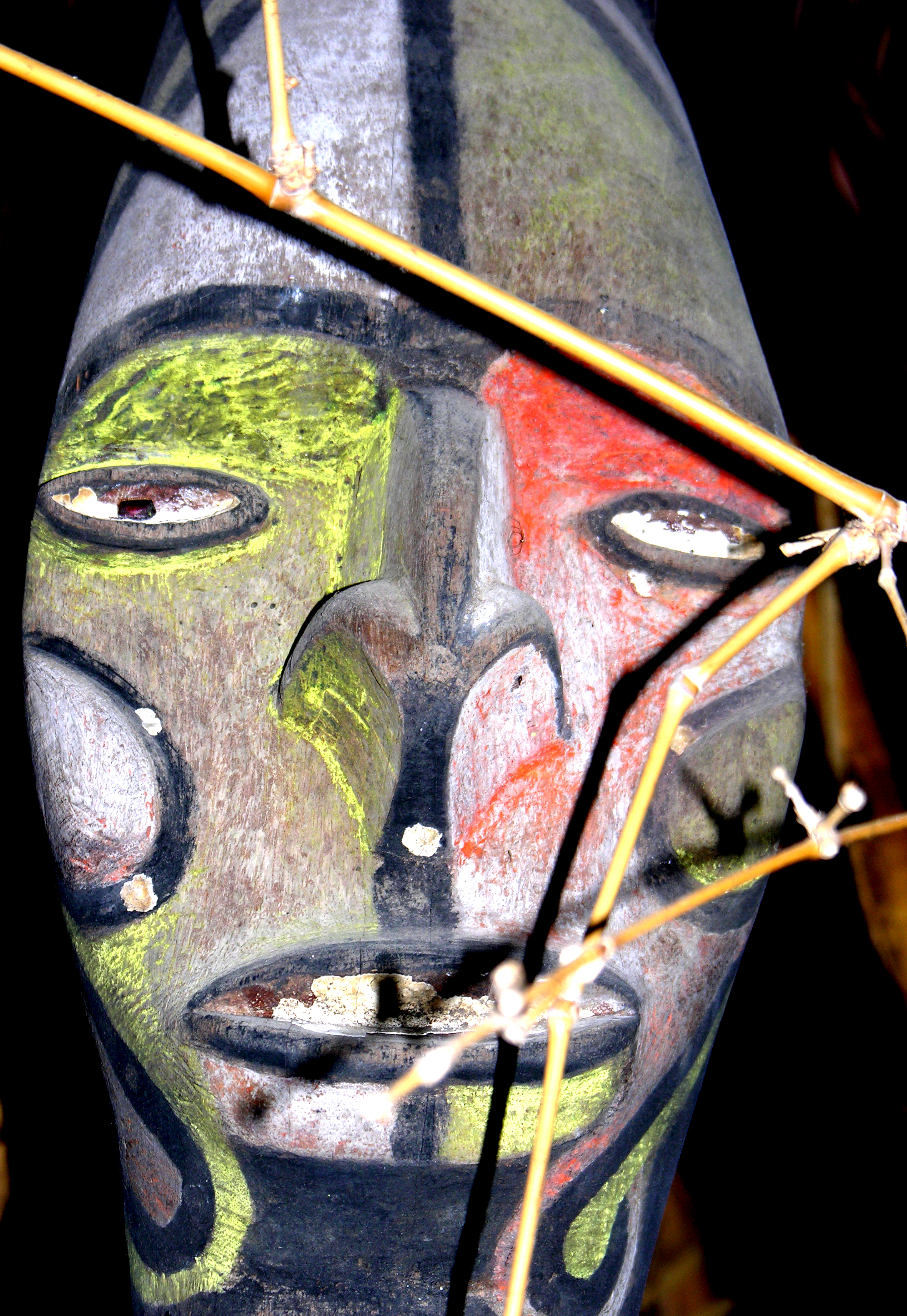
Maschera in legno di Vanuatu

### Patrimoni dell'umanità
Il Dominio del capo Roi Mata è stato il primo sito di Vanuatu iscritto, nel 2008, nella Lista dei patrimoni dell'umanità dell'UNESCO.

### Produzione letteraria
Nel contesto letterario ricordiamo Grace Mera Molisa.

### Musica
In ambito musicale possiamo ricordare in particolare Vanessa Quai.

### Cinema
Tra i film di Vanuatu che hanno ottenuto diversi riconoscimenti internazionali spicca Tanna (2015).

### Cucina
Il piatto nazionale di Vanuatu è il Laplap.

## Sport
Il calcio è lo sport più popolare del paese. Nel 1988, Vanuatu è diventato sia un membro della FIFA sia della OFC. Lo Stato ha uno dei programmi tecnici più avanzati in Oceania, in particolare a livello giovanile: la nazione melanesiana è stata scelta come uno dei sei paesi a livello mondiale per rappresentare un progetto pilota di calcio in cui i giocatori sono identificati in giovane età e selezionati per allenarsi e rimanere a tempo pieno presso l'accademia nazionale.
La Nazionale di calcio degli uomini non si è mai qualificata per la Coppa del Mondo; i piazzamenti sono stati un secondo e quattro quarti posto alla OFC Cup e un secondo posto ai Giochi del Sud Pacifico. Nell'atletica leggera, tra i velocisti e ostacolisti spicca Mary-Estelle Mahuk, vincitrice di ben nove medaglie d'oro, di cui quattro ai Campionati oceaniani di atletica leggera e cinque ai Giochi del Pacifico.
Questo stato ha inoltre inventato il bunjee jumping.

## Ricorrenza nazionale
- 30 luglio: Independence day: si celebra l'indipendenza dal Regno Unito e dalla Francia, nel 1980.